# Borawskie Małe
Borawskie Małe (deutsch Klein Borawsken, 1938–1945 Kleindeutscheck) ist ein Ort in der polnischen Woiwodschaft Ermland-Masuren, der zur Stadt-und-Land-Gemeinde Olecko (Marggrabowa, umgangssprachlich auch Oletzko, 1928–1945 Treuburg) im Powiat Olecki (Kreis Oletzko, 1933–1945 Kreis Treuburg) gehört.

## Geographische Lage
Borawskie Małe liegt im Osten der Woiwodschaft Ermland-Masuren, neun Kilometer nordöstlich der Kreisstadt Olecko.

## Geschichte
Klein Borawsken wurde 1868 erstmals erwähnt. Es bestand aus mehreren kleinen Höfen und war eine Ortschaft in der Landgemeinde Borawsken (1938–1945 Deutscheck, polnisch Borawskie). Somit gehörte es zum Kreis Oletzko (1933–1945 Kreis Treuburg) im Regierungsbezirk Gumbinnen der preußischen Provinz Ostpreußen. Im Jahr 1905 zählte der Ort 54 Einwohner in zehn Wohnhäusern. Aus politisch-ideologischen Gründen zur Abwehr fremdländisch klingender Ortsnamen wurde Klein Borawsken am 3. Juni (amtlich bestätigt am 16. Juli) des Jahres 1938 in Kleindeutscheck umbenannt.
In Kriegsfolge kam der Ort 1945 mit dem gesamten südlichen Ostpreußen zu Polen und führt seither die polnische Namensform Borawskie Małe. Heute ist er Sitz eines Schulzenamtes (polnisch sołectwo) und mithin eine Ortschaft im Verbund der Stadt-und-Land-Gemeinde Olecko (Marggrabowa, 1928–1945 Treuburg) im Powiat Olecki (Kreis Oletzko, 1933–1945 Kreis Treuburg), bis 1998 der Woiwodschaft Suwałki, seitdem der Woiwodschaft Ermland-Masuren zugeordnet.

## Religionen
Bis 1945 war klein Borawsken mit der Muttergemeinde Borawsken (1938–1945 Deutscheck, polnisch Borawskie) in die evangelische Pfarrei Mierunsken/Eichhorn (Pfarrsprengel Mierunsken) in der Kirchenprovinz Ostpreußen der Evangelischen Kirche der Altpreußischen Union sowie in die katholische Pfarrkirche Marggrabowa (Treuburg) im Bistum Ermland eingepfarrt.
Heute gehört Borawskie Małe zur katholischen Pfarrei Szczecinki (Sczeczinken, 1916–1945 Eichhorn) im Bistum Ełk der Römisch-katholischen Kirche in Polen. Die evangelischen Einwohner orientieren sich zur Pfarrei Suwałki in der Diözese Masuren der Evangelisch-Augsburgischen Kirche in Polen.

## Verkehr
Borawskie Małe ist über eine Nebenstraße von Borawskie (Borawsken, 1938–1945 Deutscheck) aus zu erreichen. Eine Bahnanbindung besteht nicht.